# Shōgun (miniserie televisiva 2024)
Shōgun è una serie televisiva statunitense basata sull'omonimo romanzo del 1975, scritto da James Clavell, a sua volta ispirato a vicende reali.
Distribuita su Hulu e FX dal 27 febbraio 2024, la serie è stata sceneggiata e interpretata in lingua giapponese per quanto riguarda le scene che coinvolgono i personaggi giapponesi. Solo i personaggi non giapponesi, che recitano in lingua inglese nella versione originale, sono stati poi doppiati nelle lingue dei vari Paesi in cui la serie è stata distribuita.
La serie è stata accolta con ampi consensi da parte della critica specializzata: nell'ambito della 76ª edizione degli Emmy Awards si è aggiudicata ben 18 premi, tra cui quello come miglior serie drammatica, diventando così la serie tv più premiata nella storia degli Emmy; ai Golden Globe 2025, ha vinto tutti e quattro i premi in cui era candidata: miglior serie drammatica, migliore attore in una serie drammatica a Hiroyuki Sanada, miglior attrice in una serie drammatica ad Anna Sawai e migliore attore non protagonista in una serie, miniserie o film televisivo a Tadanobu Asano.

## Trama
La storia si basa sui fatti storici realmente accaduti nella storia del Giappone, in particolar modo dell'ascesa al potere di Tokugawa Ieyasu, fondatore dello shogunato Tokugawa, e dell'arrivo del primo britannico in Giappone, ovvero William Adams. Tuttavia, nella serie i nomi dei personaggi vengono cambiati: il marinaio inglese John Blackthorne (William Adams), con ciò che resta del suo equipaggio, naufraga sulle coste del Giappone. Qui si trova coinvolto nelle lotte di potere tra i più grandi signori feudali reggenti del potere in Giappone a seguito della morte del Taiko, in particolare tra il signore feudale Toranaga (ispirato a Tokugawa) e Ishido, che ambiscono a diventare shōgun e assumere il controllo di tutto il Giappone.

## Episodi
| Stagione       | Episodi | Pubblicazione |
| -------------- | ------- | ------------- |
| Prima stagione | 10      | 2024          |

## Personaggi e interpreti
Nella lista che segue, quelli tra parentesi, laddove presenti, sono i nomi delle figure storiche sulle quali sono basati i personaggi della narrazione.

### Personaggi principali
- Yoshii Toranaga (Tokugawa Ieyasu) (stagione 1-in corso), interpretato da Hiroyuki Sanada[3].
Un potente bushō e signore del Kantō, nonché uno dei membri del Consiglio dei cinque reggenti, che governa il Giappone a nome del giovane erede del defunto Taikō. Discendente del clan dei Minowara (Clan Minamoto), che un tempo regnava sulle isole nipponiche con il titolo di shōgun, possiede una mente e delle doti brillanti in campo militare e politico.
- John Blackthorne (William Adams) (stagione 1-in corso), interpretato da Cosmo Jarvis, doppiato da Andrea Mete.
Un pilota inglese di fede protestante che ha servito la flotta olandese nel tentativo di raggiungere e stabilire rapporti commerciali con il Giappone. Una volta approdato sulle sponde di quella terra remota, si ritrova prigioniero assieme alla sua ciurma del potente lord Toranaga.
- Toda Mariko (Hosokawa Tamako) (stagione 1), interpretata da Anna Sawai, doppiata da Elisa Carucci.
Un'intelligentissima donna di nobili natali molto leale nei confronti di Toranaga. Essendosi convertita alla fede cattolica, dopo aver conosciuto i portoghesi, ha imparato la loro lingua e diviene quindi l'interprete ufficiale di Blackthorne.
- Kashigi Yabushige (Honda Masanobu) (stagione 1), interpretato da Tadanobu Asano.
L'intrigante lord di Izu al servizio di Toranaga.
- Ishido Kazunari (Ishida Mitsunari) (stagione 1-in corso), interpretato da Takehiro Hira.
Un ex contadino tramutatosi in un potente bushō e membro del Consiglio dei cinque reggenti, da sempre acerrimo rivale di Toranaga, posto a capo del castello di Osaka.
- Padre Martin Alvito / Tsuji (João Rodrigues Tçuzu) (stagione 1-in corso), interpretato da Tommy Bastow, doppiato da Lorenzo De Angelis.
Un sacerdote portoghese indulgente e molto affidabile nelle vesti di interprete.
- Ochiba No Kata (Yodogimi) (stagione 1-in corso), interpretata da Fumi Nikaido.
L'unica consorte del defunto Taikō ad essere stata in grado di offrirgli un erede, ovvero suo figlio Yaechiyo.

### Personaggi ricorrenti
- Vasco Rodrigues (stagione 1-in corso), interpretato da Nestor Carbonell, doppiato da Stefano Thermes.
Un marinaio spagnolo in combutta con i portoghesi che diventa amico di Blackthorne.
- Toda Hiromatsu (Hosokawa Fujitaka) (stagione 1), interpretato da Tokuma Nishioka.
Il più fidato generale e intimo confidente di Toranaga.
- Kashigi Omi (Honda Masazumi) (stagione 1-in corso), interpretato da Hiroto Kanai.
L'intraprendente lord di Ajiro, nipote di Yabushige.
- Tonomoto Akinao / Muraji (stagione 1-in corso), interpretato da Yasunari Takeshima, doppiato da Marco Baroni.
Un pescatore cristiano di Ajiro, che funge spesso da interprete per Blackthorne, ma che in realtà è un fidato samurai in incognito al servizio di Toranaga.
- Usami Fuji (stagione 1-in corso), interpretata da Moeka Hoshi.
La nipote di Hiromatsu.
- Yoshii Nagakado (Matsudaira Tadayoshi) (stagione 1), interpretato da Yuki Kura.
L'impulsivo figlio di Toranaga, che venera grandemente suo padre.
- Daiyoin / Lady Iyo (Kōdai-in) (stagione 1), interpretata da Ako.
La moglie del defunto Taikō, in seguito divenuta una monaca buddhista dopo la sua morte.
- Kiyama ukon Sadanaga (Konishi Yukinaga) (stagione 1-in corso), interpretato da Hiromoto Ida, doppiato da Stefano Oppedisano.
Uno dei cinque reggenti, convertitosi al cattolicesimo per via delle ricchezze ottenute grazie ai portoghesi.
- Sugiyama Josui (Maeda Toshiie) (stagione 1), interpretato da Toshi Toda.
Uno dei cinque reggenti, discendente di un clan molto ricco.
- Ohno Harunobu (Ōtani Yoshitsugu) (stagione 1-in corso), interpretato da Takeshi Kurokawa.
Uno dei cinque reggenti, un tempo grande guerriero, ma adesso afflitto dalla lebbra, una condizione che l'ha spinto a diventare un devoto cattolico.
- Kiku (stagione 1-in corso), interpretata da Yuka Kouri.
Un'astuta e seducente cortigiana di Izu, divenuta concubina di Omi.
- Igarashi Yoshimito (stagione 1-in corso), interpretato da Hiro Kanagawa.
Un vecchio samurai, famoso per la benda che porta sull'occhio perso, al servizio di Yabushige.
- Yaechiyo Nakamura (Toyotomi Hideyori) (stagione 1-in corso), interpretato da Sen Mars.
L'unico figlio ed erede del defunto Taikō.
- Takemaru (stagione 1-in corso), interpretato da Yûki Kedôin.
Un giovane samurai al servizio di Yabushige.
- Nebara Jozen (stagione 1), interpretato da Nobuya Shimamoto.
Un fedele guerriero al servizio di Ishido, nonché vecchio amico di Yabushige.
- Akechi Jinsai (Akechi Mitsuhide) (stagione 1), interpretato da Yutaka Takeuchi.
Il defunto padre di Mariko, all'epoca potente signore della guerra, che assassinò il corrotto e crudele lord Kuroda, macchiando per sempre l'onore e la reputazione della sua famiglia.
- Toda "Buntaro" Hirokatsu (Hosokawa Tadaoki) (stagione 1-in corso), interpretato da Shinnosuke Abe.
Figlio di Hiromatsu e marito severo di Mariko, è noto per le sue doti di valente samurai al servizio di Toranaga.
- Ferreira (stagione 1-in corso), interpretato da Louis Ferreira, doppiato da Stefano Alessandroni.
Il capitano portoghese della Nave Nera, il grande vascello commerciale che gestisce i traffici in corso tra l'impero portoghese e il Giappone.
- Padre visitatore Carlo Dell'Acqua (Alessandro Valignano) (stagione 1-in corso), interpretato da Paulino Nunes, doppiato da Angelo Maggi.
Un anziano prete italiano, alto rappresentante della chiesa cattolica in Giappone.
- Kiri No Kata (Acha no Tsubone) (stagione 1-in corso), interpretata da Yoriko Dōguchi.
La moglie di Toranaga.
- Shizu No Kata (stagione 1-in corso), interpretata da Mako Fujimoto.
La consorte più giovane di Toranaga, in dolce attesa.
- Toda Ryûji (stagione 1-in corso), interpretato da Yuua Yamanaka.
Il figlio di Mariko e Buntaro.
- Chiyo (stagione 1-in corso), interpretata da Emi Kamito.
La governante della tenuta di Blackthorne ad Ajiro.
- Lord Ito (stagione 1-in corso), interpretato da Eisuke Sasai.
Un signore della guerra molto influente, apprezzato per le sue doti attoriali nelle rappresentazioni di genere Nō, a cui viene offerta la carica di reggente dopo la fuga di Toranaga da Osaka.
- Gin (stagione 1-in corso), interpretata da Yuko Miyamoto.
La tenutaria della sala da tè di Ajiro.
- Saeki Nobutatsu (Matsudaira Iemoto) (stagione 1-in corso), interpretato da Eita Okuno.
Il fratellastro di Toranaga, potente signore della guerra.

### Guest star
- Capitano generale (stagione 1), interpretato da Ned Dennehy.
Il capitano olandese dell'Erasmus, suicidatosi durante la navigazione, non prima di aver affidato le sorti dell'intero equipaggio nelle mani di Blackthorne.
- Usami Tadayoshi (stagione 1), interpretato da Yuki Takao.
L'avventato marito di Fuji.
- Salamon (stagione 1-in corso), interpretato da Dakota Daulby, doppiato da Antonino Saccone.
Un membro della ciurma di Blackthorne, sopravvissuto allo sbarco con l'Erasmus e in seguito incontratosi col pilota nei bassifondi di Edo.
- Padre Domingo (stagione 1), interpretato da Joaquim de Almeida, doppiato da Bruno Alessandro.
Un francescano che diviene amico di Blackthorne, istruendolo poi sulle dinamiche politiche giapponesi.
- Nakamura Hidetoshi (stagione 1), successivamente divenuto il Taiko (Toyotomi Hideyoshi), interpretato da Yukijiro Hotaru.
Il vecchio Kampaku, ritiratosi per raggiunti limiti di età, che ha nominato un consiglio di cinque reggenti, affinché lo sostituissero nel governo delle terre nipponiche fino al compimento della maggiore età del suo erede.
- Uejiro (stagione 1), interpretato da Junichi Tajiri.
Un anziano giardiniere nella tenuta di Blackthorne ad Ajiro.
- Lord Kuroda Nobuhisa (Oda Nobunaga) (stagione 1), interpretato da Eijiro Ozaki.
Il defunto daimyō assassinato da Akechi Jinsai, il padre di Mariko, nel 1578.
- Mizoguchi (stagione 1), interpretato da Takaaki Hirakawa.
Un signore della guerra che fu sconfitto dal giovanissimo Toranaga al termine della sua prima battaglia nel 1554.
- Sera (stagione 1-in corso), interpretato da Yoshi Amao.
Un generale samurai di stanza a Edo e fedele vassallo di Toranaga che rifiuta di piegarsi ai reggenti.
- Tomono (stagione 1-in corso), interpretato da Hitoshi Masaki.
Un generale samurai di stanza a Edo e fedele vassallo di Toranaga che rifiuta di piegarsi ai reggenti.
- Rin (stagione 1-in corso), interpretata da Haruka Igarashi.
Nuora di Toranaga e sorella minore di Ochiba che vive a Edo.

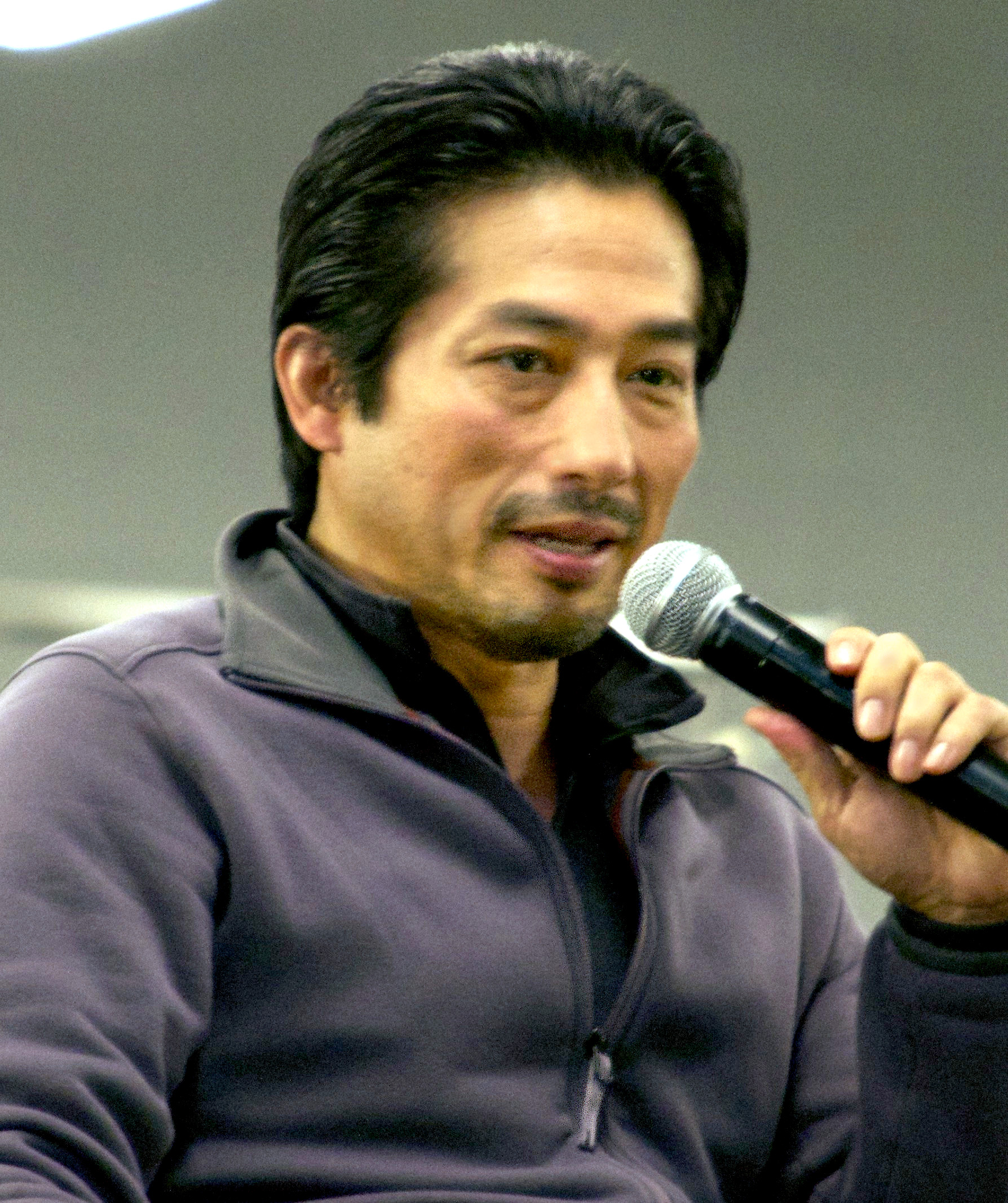
Hiroyuki Sanada, interprete di Yoshii Toranaga
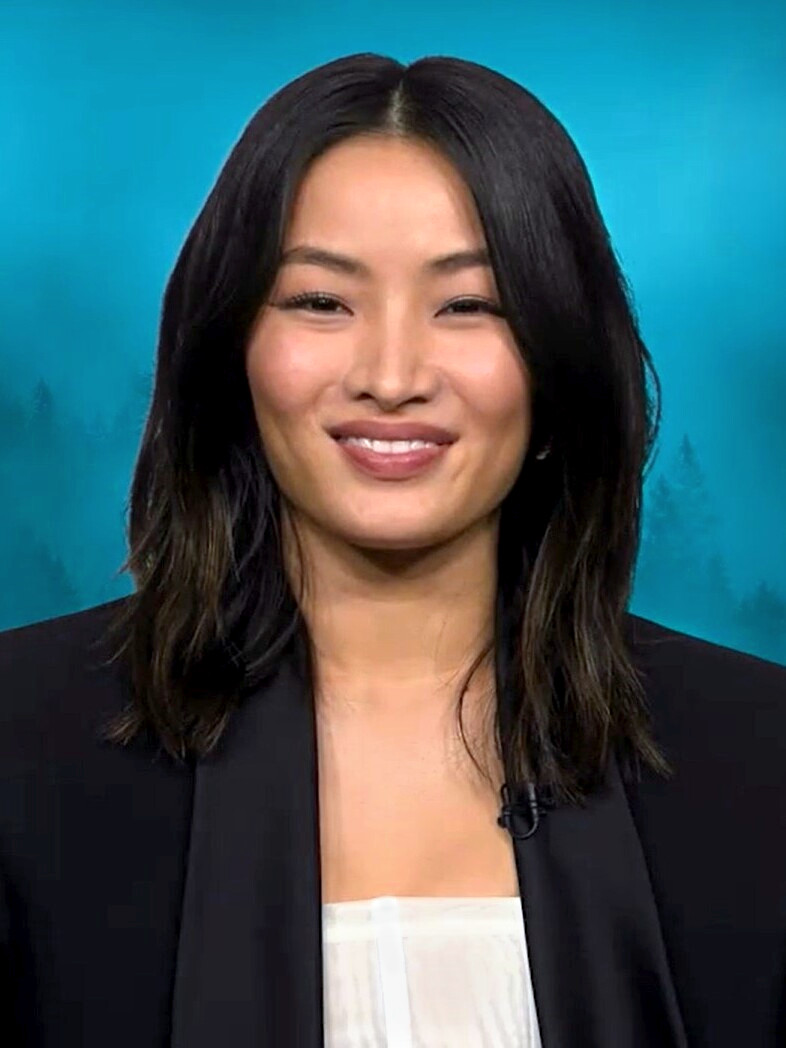
Anna Sawai interpreta Mariko
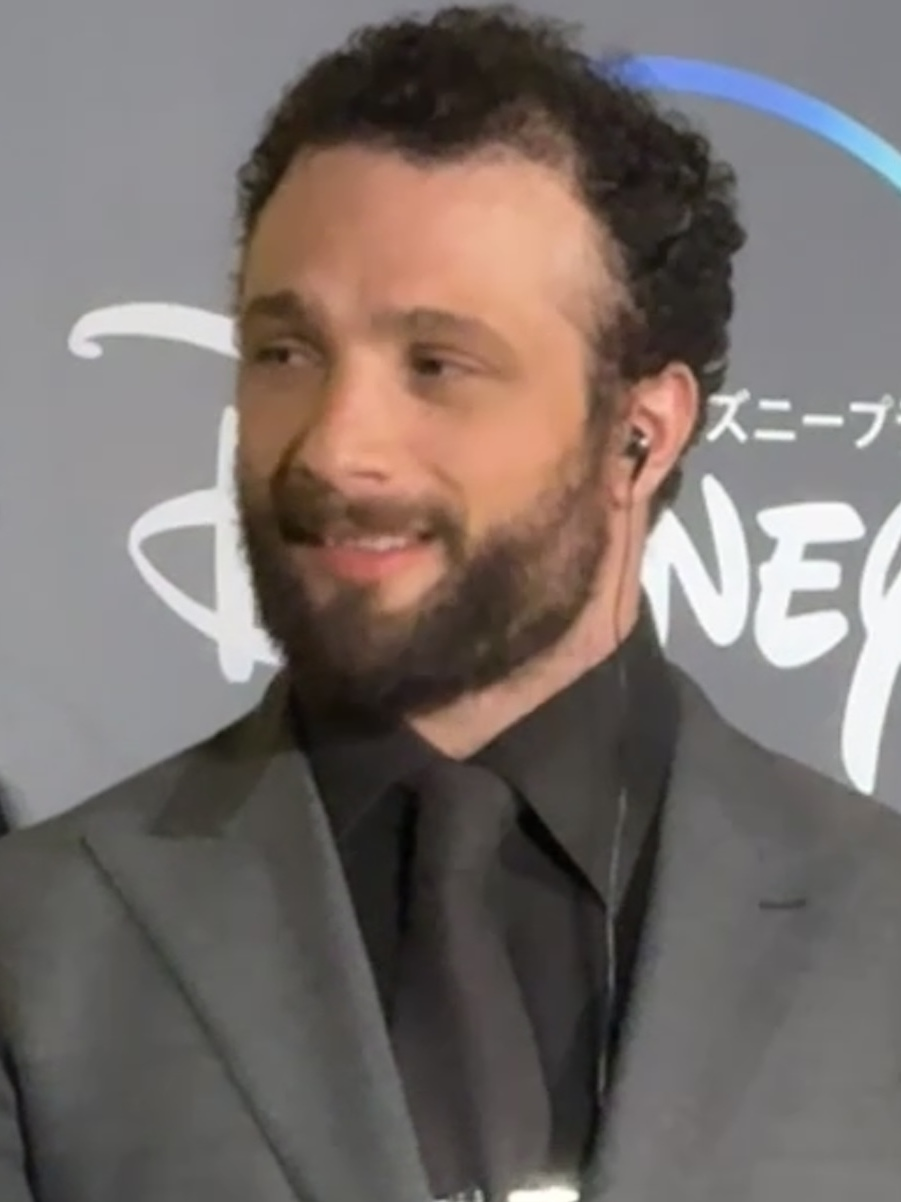
Cosmo Jarvis interpreta John Blackthorne
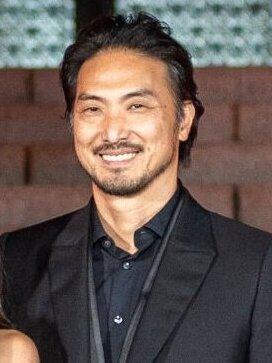
Takehiro Hira interpreta Ishido Kazunari
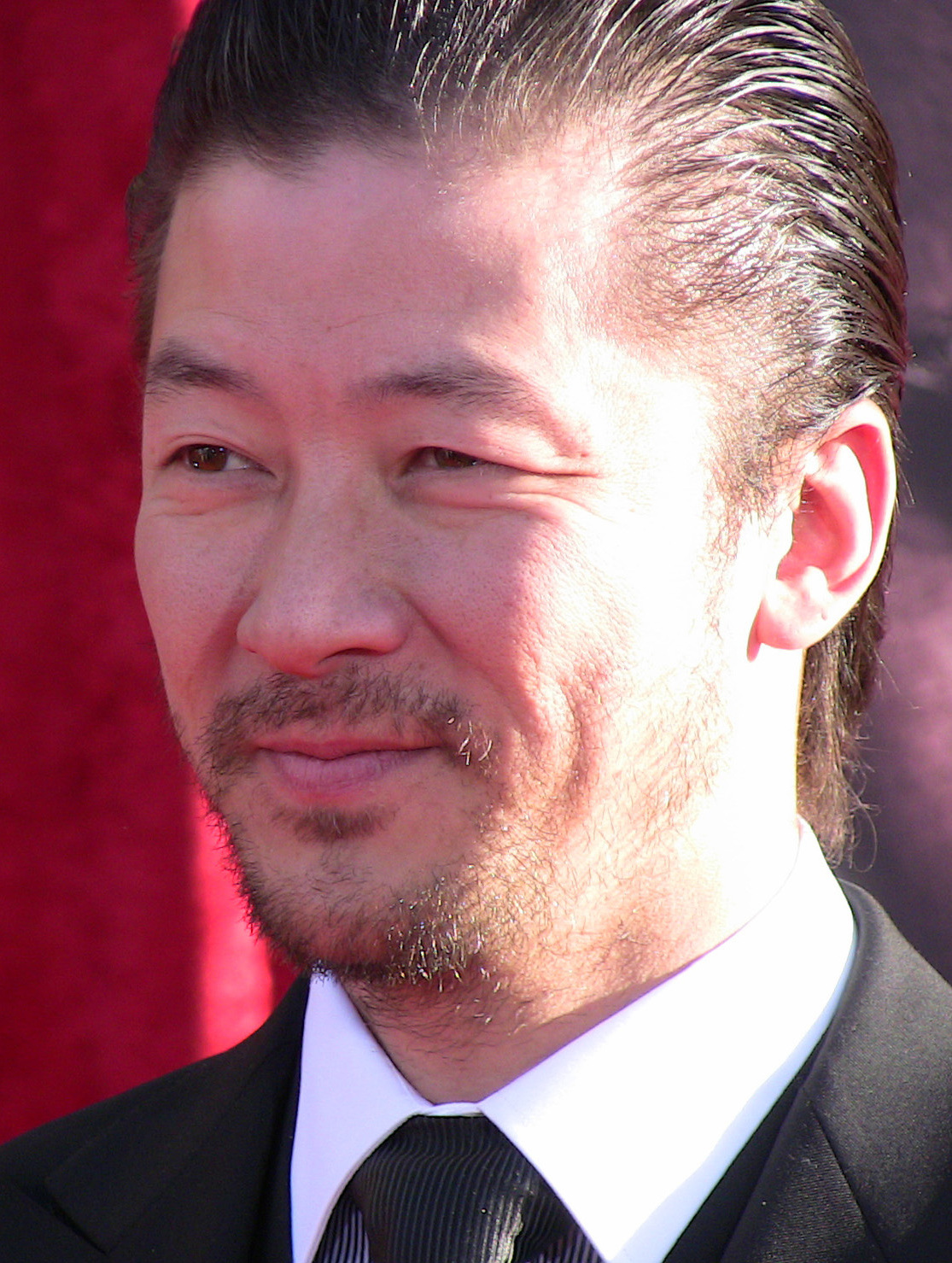
Tadanobu Asano interpreta Kashigi Yabushige
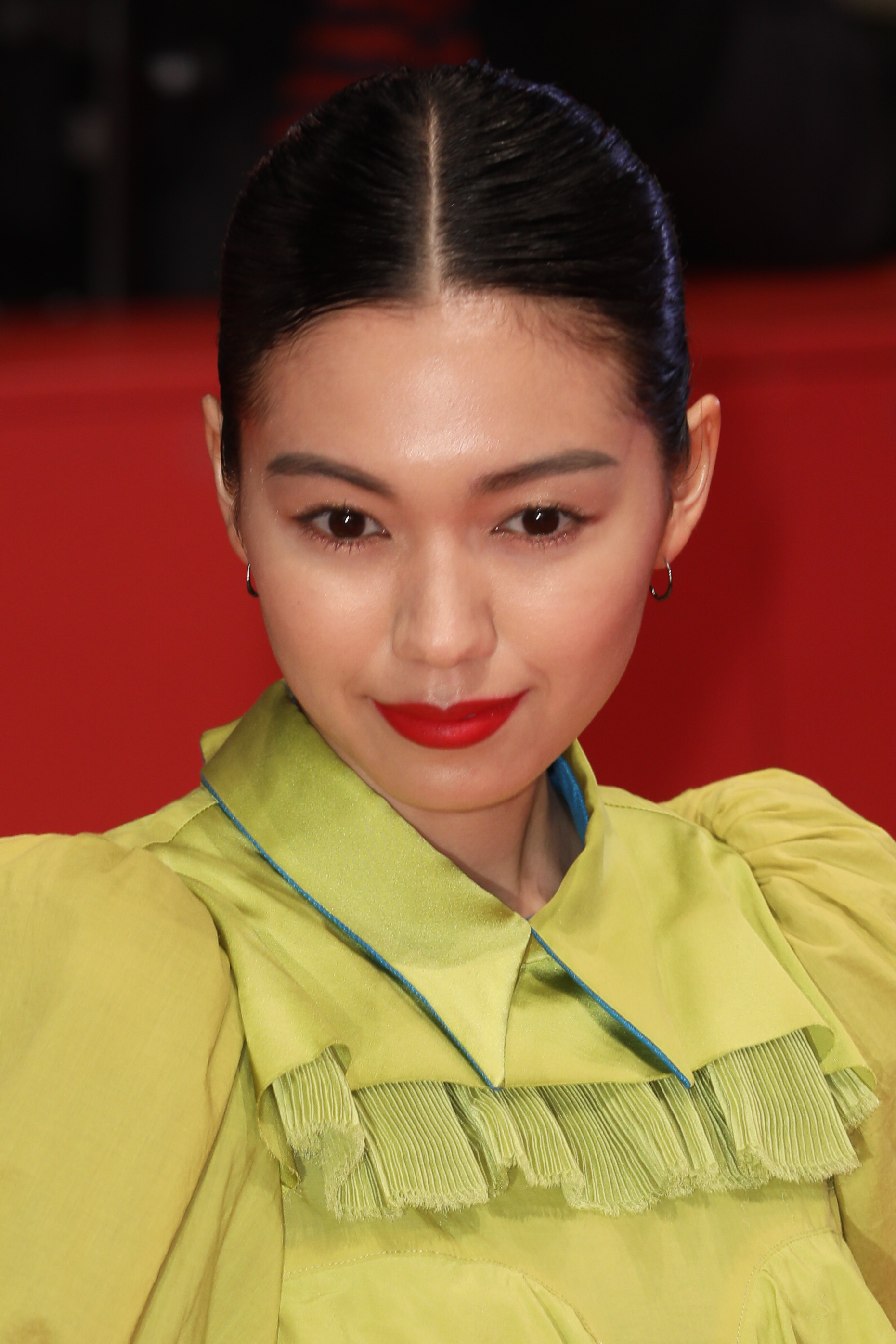
Fumi Nikaido interpreta Ochiba no Kata
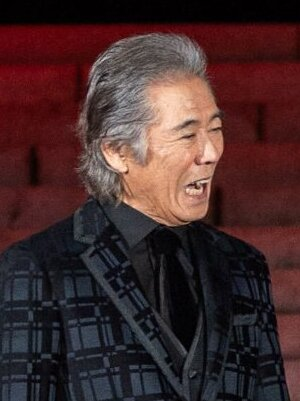
Tokuma Nishioka interpreta Toda Hiromatsu
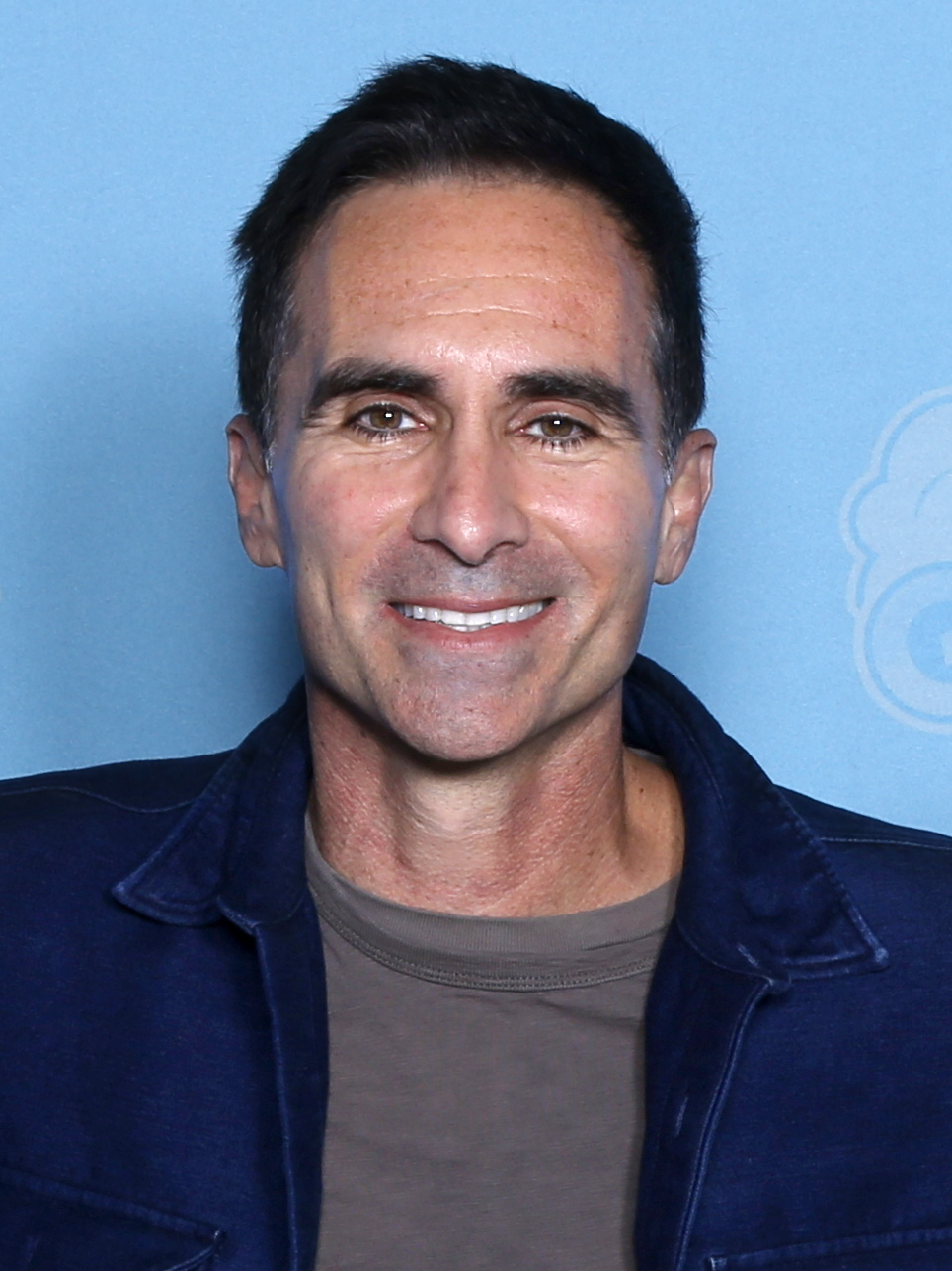
Nestor Carbonell interpreta il marinaio spagnolo Rodrigues
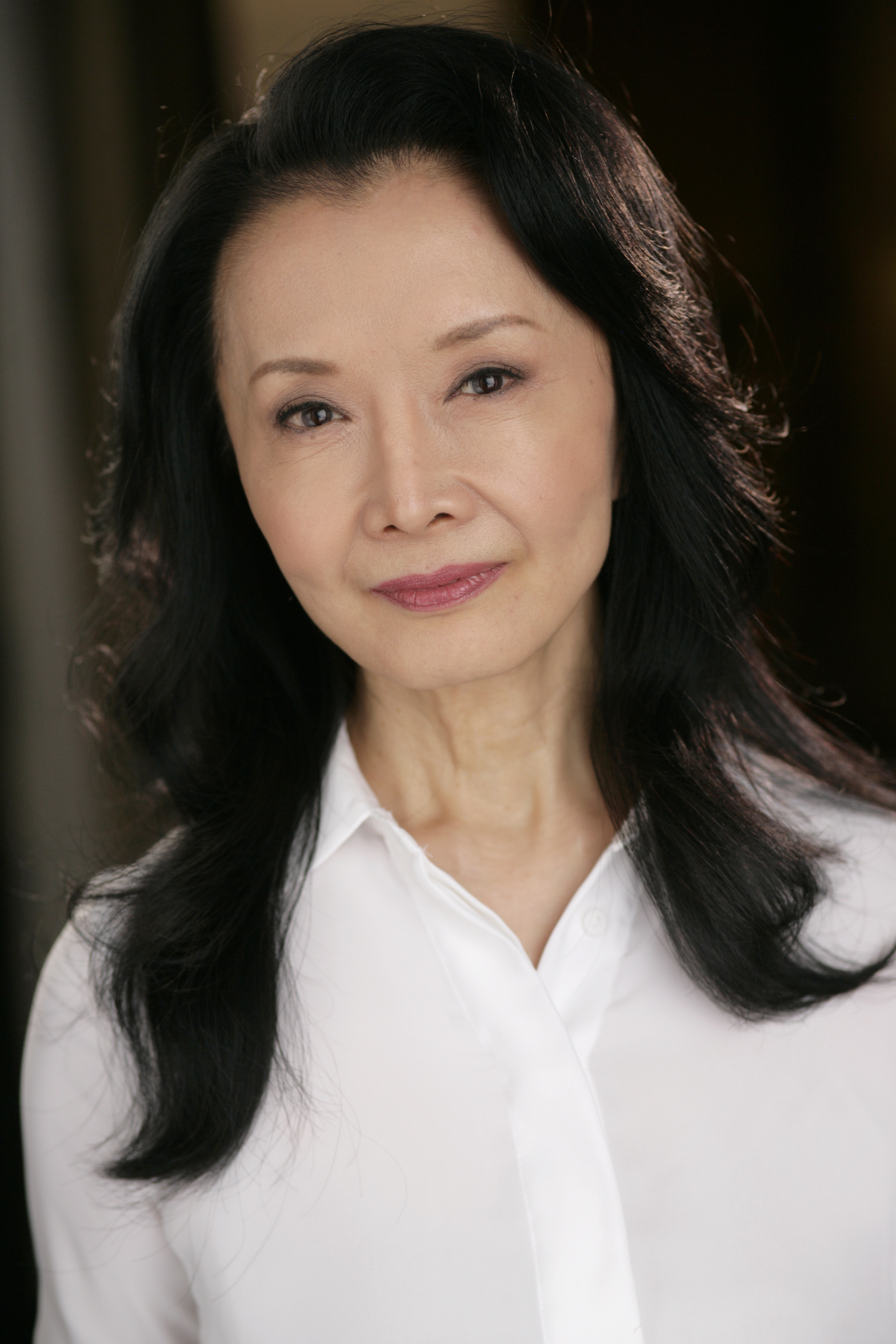
Ako, interpreta Daiyoin / Lady Iyo
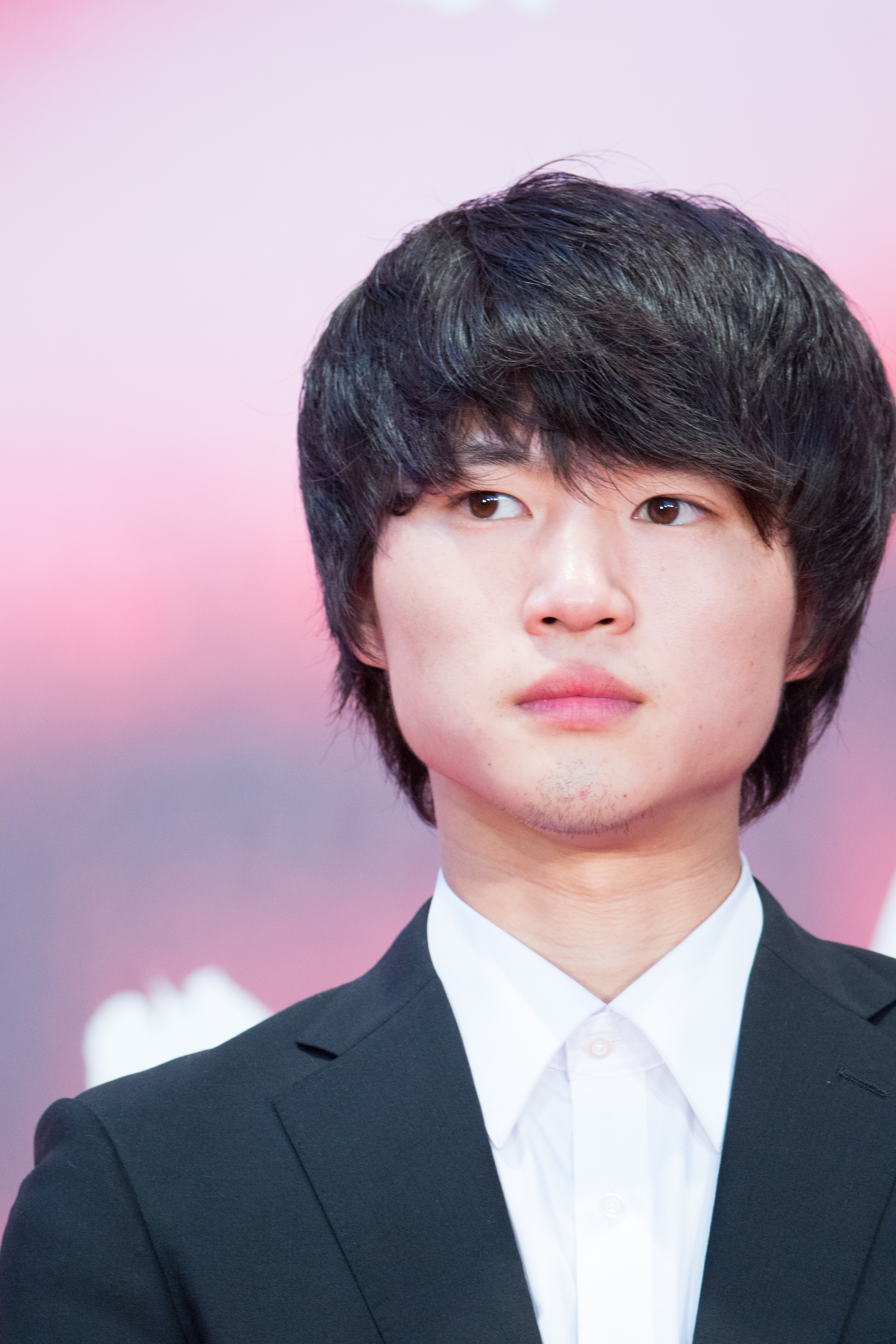
Hiroto Kanai interpreta Kashigi Omi
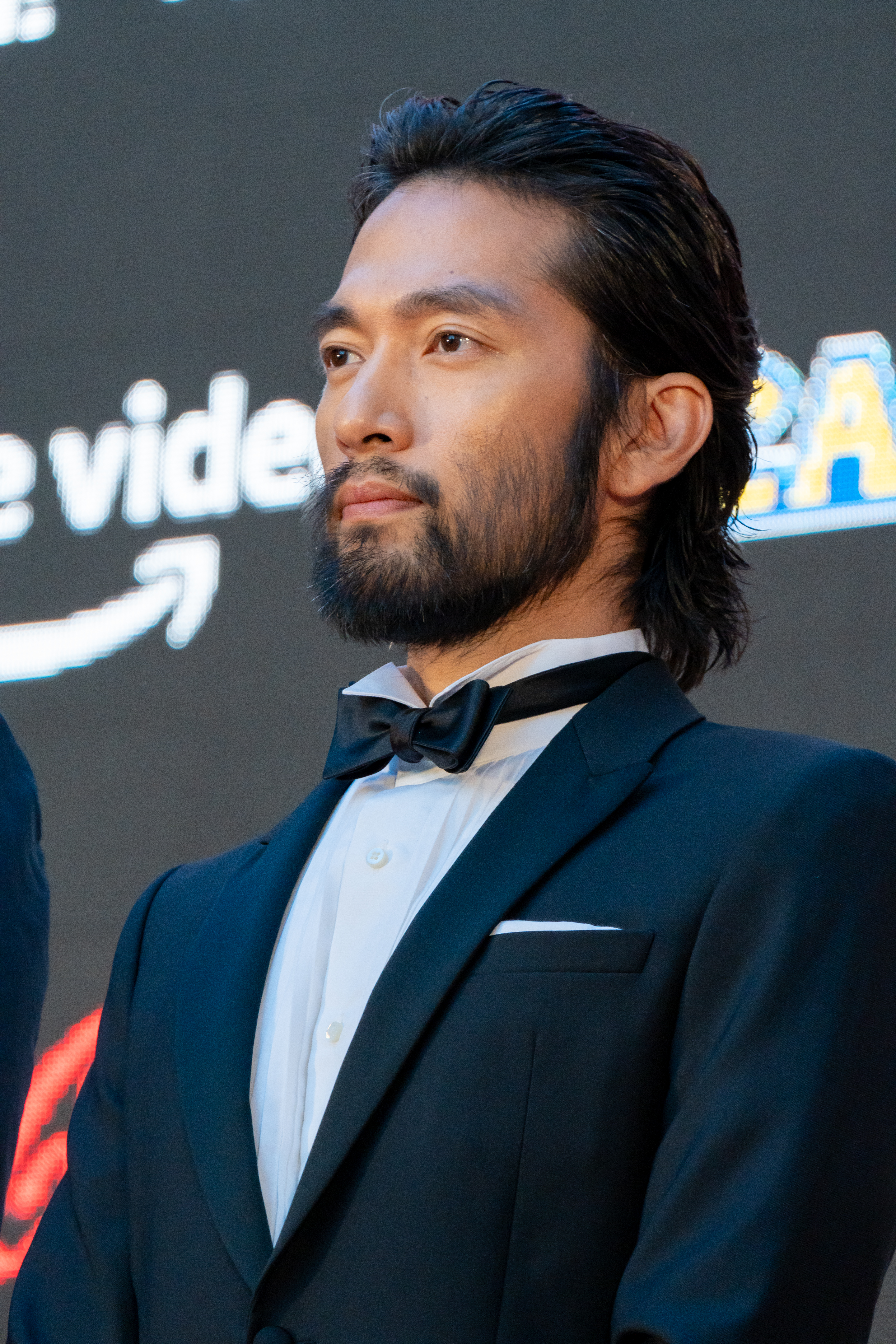
Shinnosuke Abe interpreta Toda "Buntaro" Hirokatsu
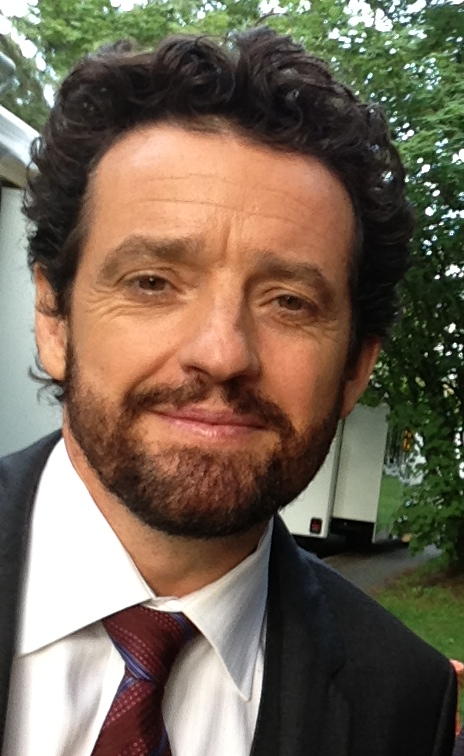
Louis Ferreira interpreta il capitano Ferreira
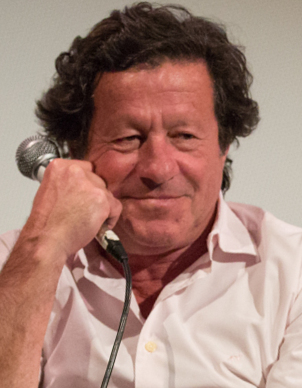
Joaquim de Almeida interpreta padre Domingo

## Produzione

### Sviluppo
Nell'agosto del 2018, è stato annunciato da parte di FX un nuovo adattamento, dopo la miniserie del 1980, del romanzo Shōgun, scritto da James Clavell. Il network ha ordinato una serie limitata composta da 10 episodi per quella che descrive come la sua più grande produzione su scala internazionale.
La serie, scritta da Ronan Bennett, sarebbe stata diretta da Tim Van Patten. I produttori esecutivi della serie sono Andrew Macdonald e Allon Reich di DNA TV, Michael De Luc, Michaela Clavell, Eugene Kelly e i già citati Patten e Bennett. La miniserie verrà prodotta dalla casa di produzione FX Productions. 
A febbraio del 2019, è stato rivelato che la serie aveva subito dei rallentamenti a causa di riscritture.
Nel gennaio 2020, il presidente di FX Networks John Landgraf ha rivelato che, a seguito dell'impossibilità da parte di Bennett di continuare a scrivere la serie, Justin Marks avrebbe riscritto la serie da capo, supervisionato dalla produttrice (nonché sua moglie) Rachel Kondo. È stato annunciato anche che Marks sarebbe stato produttore esecutivo. Il team di sceneggiatori della serie comprende anche il co-produttore esecutivo Shannon Goss, il produttore consulente Matt Lambert, lo sceneggiatore Maegan Houang e la scrittrice Emily Yoshida.

### Casting
Il 24 maggio 2021, viene annunciato che Hiroyuki Sanada e Cosmo Jarvis avrebbero interpretato rispettivamente Yoshii Toranaga e John Blackthorne, due dei tre ruoli principali della serie.
Il 30 settembre successivo, Anna Sawai si è unità al cast nel ruolo femminile principale. Lo stesso giorno è stato annunciato il resto del cast, composto da Tadanobu Asano, Fumi Nikaido, Tokuma Nishioka, Takehiro Hira, Ako, Shinnosuke Abe, Yasunari Takeshima, Hiroto Kanai, Toshi Toda, Hiro Kanagawa, Nestor Carbonell, Yuki Kura, Tommy Bastow, Moeka Hoshi, Yoriko Doguchi e Yuka Kouri.

### Riprese
L'inizio delle riprese della serie era previsto per marzo 2019 in Giappone e nel Regno Unito, ma, a seguito dei vari ritardi in pre-produzione, è stato posticipato.
Le riprese principali della serie sono iniziate il 22 settembre 2021 a Vancouver e sono durate fino al 30 giugno 2022, ben due mesi in più rispetto al periodo previsto.
Le riprese si sono svolte in luoghi intorno alla Columbia Britannica meridionale, comprese le città di Vancouver, Port Moody, Coquitlam e Ucluelet sull'isola di Vancouver. In un'intervista Sanada ha elogiato il Canada, soprattutto la città di Vancouver, perché a suo dire è "un luogo perfetto per fare un dramma samurai avendo un grande e bellissimo studio e poi a 30 minuti di auto hanno tutto, foresta, fiume, spiaggia, parchi, montagne". Jarvis ha aggiunto: "La nostra troupe canadese ha mostrato una competenza tecnica a cui non ho mai assistito in vita mia". Complessivamente circa 340 persone nella troupe hanno lavorato nello show televisivo.
Come curiosità un pino bianco giapponese utilizzato sul set è stato donato e piantato dopo le riprese al municipio di Port Moody.

## Promozione

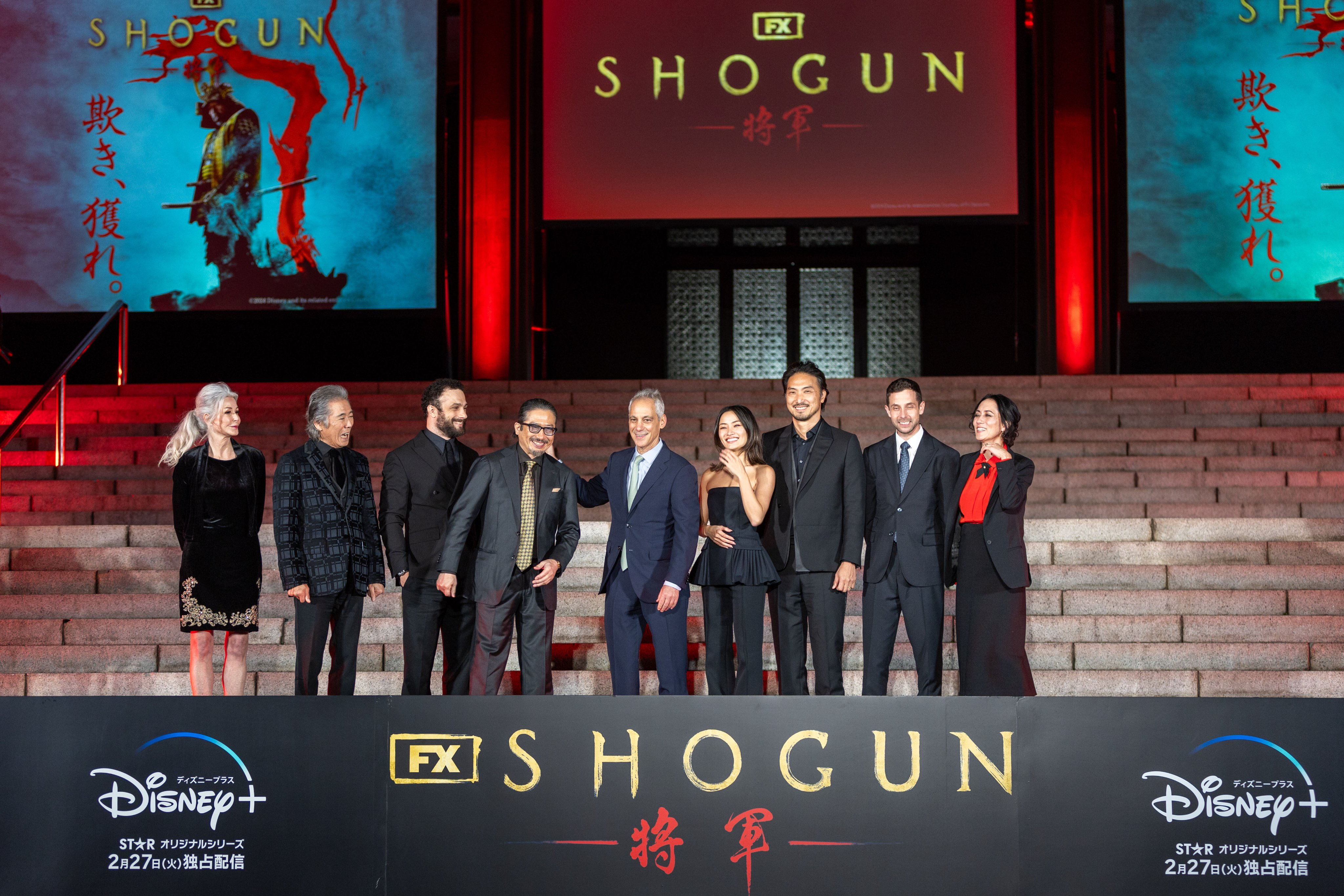
Evento promozionale allo Zōjō-ji di Tokyo. Si vedono Hiroyuki Sanada, Cosmo Jarvis, Anna Sawai e altri componenti del cast.

Per promuovere la serie, una mostra immersiva si è svolta durante il San Diego Comic Con nel luglio 2023 che includeva una serie di particolarità sulla storia del Giappone, spettacoli samurai e un laghetto koi virtuale. L'evento è stato promosso dal cast anche in Giappone a Tokyo. Da settembre 2023, la serie è stata promossa in una vetrina di programmi televisivi americani. Il 2 novembre 2023, il primo trailer dello show è uscito su YouTube, rivelando che la serie sarebbe stata disponibile da febbraio 2024 su FX su Hulu. Un trailer di 30 secondi per la serie è andato in onda durante il Super Bowl LVIII l'11 febbraio 2024. La campagna pubblicitaria è costata da sola circa 7 milioni di dollari per la quale Bill Bradley di Adweek ha scritto: "La serie è in lavorazione da anni ed è già la più costosa nella storia di FX, quindi cosa saranno mai altri 7 milioni per annunciarla?"

## Distribuzione
Il 7 novembre 2023, viene pubblicato il primo teaser trailer della serie. Insieme al trailer, viene rivelato che la serie sarebbe stata distribuita a partire da febbraio del 2024.
La serie è stata distribuita negli Stati Uniti a partire dal 27 febbraio 2024 su FX e Hulu con un episodio alla settimana. A livello internazionale è disponibile, come Star Original, su Star+ (America Latina) e Disney+ (resto del mondo, inclusa Italia) a cadenza settimanale, seguendo la stessa scaletta della messa in onda negli Stati Uniti.

## Riconoscimenti
- 2024 – Premi Emmy
  - Miglior serie drammatica
  - Miglior attore protagonista in una serie televisiva drammatica a Hiroyuki Sanada
  - Miglior attrice protagonista in una serie drammatica ad Anna Sawai
  - Miglior regia in una serie drammatica a Frederick E. O. Toye
  - Miglior attore guest star in una serie drammatica a Nestor Carbonell
  - Miglior casting di una serie drammatica
  - Miglior fotografia di una serie a Sam McCurdy
  - Migliori costumi d'epoca di una serie
  - Miglior acconciatura per una serie
  - Miglior trucco per una serie
  - Miglior trucco prostetico per una serie
  - Miglior sigla
  - Miglior montaggio in una serie
  - Miglior scenografia in una serie
  - Miglior montaggio sonoro in una serie
  - Miglior mixaggio sonoro in una serie
  - Miglior effetti speciali in una serie o film
  - Miglior coordinamento stunt per una serie drammatica, miniserie o film
  - Candidatura miglior attore non protagonista in una serie drammatica a Tadanobu Asano
  - Candidatura miglior attore non protagonista in una serie drammatica a Takehiro Hira
  - Candidatura miglior sceneggiatura per una serie drammatica a Rachel Kondo e Justin Marks per l'episodio Anjin
  - Candidatura miglior sceneggiatura per una serie drammatica a Rachel Kondo e Caillin Puente per l'episione Crimson Sky
  - Candidatura per la migliore fotografia a Christopher Ross
  - Candidatura per la migliore colonna sonora in una serie a Atticus Ross, Leopold Ross e Nick Chuba
  - Candidatura per il miglior tema musicale in una sigla
  - Candidatura per i migliori effetti speciali in una serie o film
- 2025 – Golden Globe
  - Miglior serie drammatica
  - Miglior attore in una serie drammatica a Hiroyuki Sanada
  - Miglior attrice in una serie drammatica ad Anna Sawai
  - Miglior attore non protagonista in una serie a Tadanobu Asano